# Hermenegildo Giner de los Ríos
Hermenegildo Giner de los Ríos (Cádiz, 13 de agosto de 1847-Granada, 20 de agosto de 1923) fue un pedagogo, jurista y político español estrechamente vinculado a la Institución Libre de Enseñanza, fundada por su hermano Francisco. Casado con Laura García Hoppe y padre de Gloria Giner de los Ríos García y Bernardo Giner de los Ríos.

## Biografía
Nacido el 13 de agosto de 1847 en Cádiz, estudió Derecho y fue profesor en varios institutos de bachillerato de diferentes ciudades, aunque fue separado de la cátedra durante la Restauración en 1875, junto con otros profesores liberales. Al año siguiente, junto con su hermano y la mayoría de profesores depurados, colaboró en la fundación de la Institución Libre de Enseñanza.

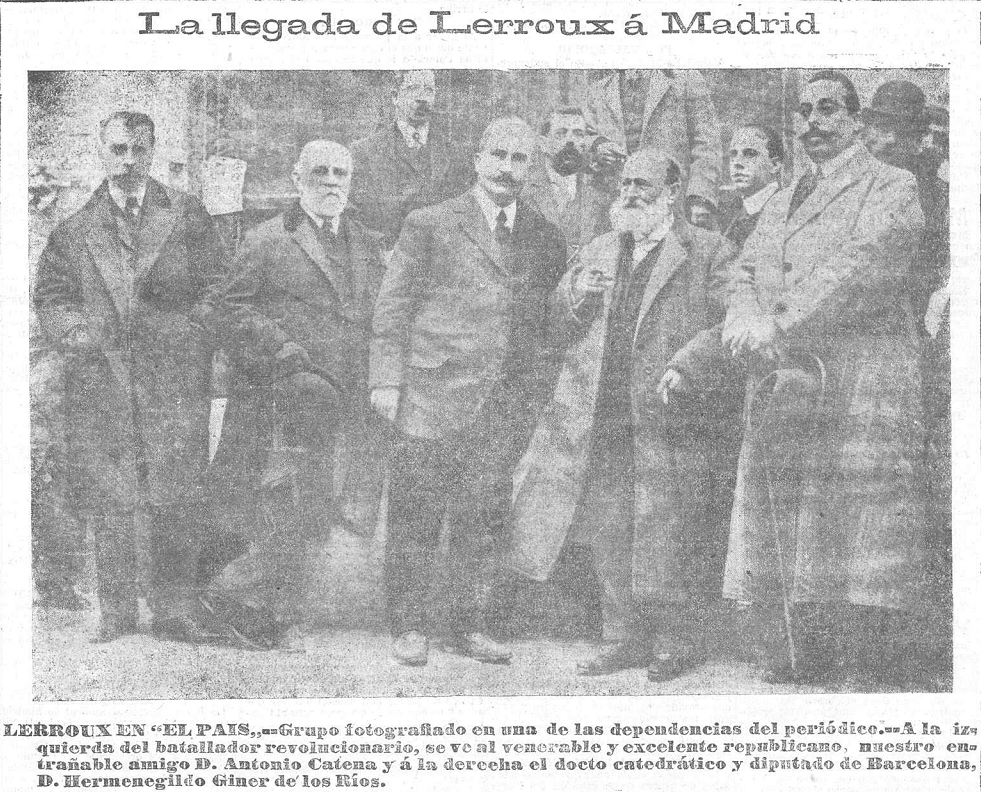
Fotografiado junto a Antonio Catena y Alejandro Lerroux en 1909.

Renovó la enseñanza de la Literatura Española; sus textos de Literatura inician a los alumnos en la lectura para conocer, pero también para comer y querer, planteando una asignatura abierta al estudiante. 
Sus obras más conocidas son Teoría del Arte e Historia de las Bellas Artes en la antigüedad, Principios de Literatura y Manual de Estética, orientadas a la enseñanza, y contribuyó poderosamente a la fundamentación científica de esta disciplina.
Tradujo las obras de Hegel Estética y Lecciones sobre la estética, las de Wilhelm Tiberghien La enseñanza obligatoria, Moral elemental para uso de las escuelas y Krause y Spencer y la de Gustave Flaubert La educación sentimental. Seguidor de Krause, publicó en 1874 Lecciones sumarias de Psicología, el más importante de los trabajos sobre sicología escritos en castellano en el siglo XIX.
Fue militante del Partido Republicano Radical. Elegido concejal del Ayuntamiento de Barcelona en 1903, en 1909 sustituyó como diputado en Cortes por Barcelona a Emilio Junoy. Repitió escaño por Barcelona en las elecciones de 1910, 1914 y 1916. Falleció el 20 de agosto de 1923 en Granada.